# Старевський Семен
Семен Старе́вський (варіанти прізвища Стаже́вський, Старжевський, Стажавський; ? — ?) — український скульптор і будівничий XVIII століття.
Брав участь у декоративному оздобленні собору святого Юра у Львові. У 1769—1772 роках керував його будівництвом, виконав статую святого Онуфрія в ніші під входовою балюстрадою до собору, низку капітелей, віконних обрамлень та інше; фігури «Віра» й «Надія» на брамою в сад тощо.
У 1771—1772 роках працював над іконостасною колонадою для інтер'єра собору.